# Robots (película de 2023)
Robots es una película de comedia romántica y ciencia ficción estadounidense de 2023 escrita y dirigida por Anthony Hines y Casper Christensen y protagonizada por Shailene Woodley y Jack Whitehall. Está basada en "The Robot Who Looked Like Me" de Robert Sheckley.
La película se estrenó el 19 de mayo de 2023.

## Sinopsis
Ambientada en una era en la que la robótica avanzada ha permitido a la humanidad utilizar androides realistas como sirvientes y trabajadores manuales, los ricos habitantes de los suburbios, Elaine y Charles, usan dobles androides de sí mismos para evitar las limitaciones de tiempo de las citas. Pero cuando los impostores se dan cuenta de que en realidad se están enamorando, roban las identidades de sus dueños y huyen, obligando a Elaine y Charles a unirse y recuperar sus vidas. 

## Reparto
- Shailene Woodley como Elaine, E2 y E3[5]
- Jack Whitehall como Charles Cameron y C2[6]
- Paul Rust como Zach
- Nick Rutherford como Ted Jr.
- Paul Jurewicz como Ashley
- David Grant Wright como Ted Cameron
- Emanuela Postacchini como Francesca
- Chelsea Edmundson como Emily Denholm
- Jackamoe Buzzell como el alguacil Bill Horton
- Samantha Ashley como Diputada Chávez
- Richard Lippert como David Schulman
- Kate Herman como Kiki Schulman

## Producción
Emma Roberts fue elegida inicialmente hasta que Shailene Woodley la reemplazó.
El rodaje tuvo lugar en Nuevo México en agosto de 2021.

## Estreno
Robots tuvo un estreno simultáneo en cines y bajo demanda el 19 de mayo de 2023.